# Trifolium mucronatum
Trifolium mucronatum är en ärtväxtart som beskrevs av Spreng.. Trifolium mucronatum ingår i släktet klövrar, och familjen ärtväxter.

## Underarter
Arten delas in i följande underarter:
- T. m. lacerum
- T. m. mucronatum
- T. m. vaughanae